# JR西日本メンテック
株式会社JR西日本メンテック（ジェイアールにしにほんメンテック）とは、大阪市淀川区に本社を置く、西日本旅客鉄道（JR西日本）の子会社である。

## 本社
大阪市淀川区宮原4丁目4番44号

## 事業内容
- 鉄道関連事業
  - JR西日本に関する車両・機器の検査、修繕、整備、清掃並びに鉄道車両の入換に関する業務
  - JR西日本管内の駅舎の清掃・メンテナンス
  - JR西日本の運転士・車掌・駅員の研修業務

おおむねJR西日本の社員が58歳から退職直前に鉄道関連の受託要員でジェイアール西日本メンテックへ出向か転籍してくる。
- ビルメンテナンス業
  - オフィス・商業ビルやホテルなどのメンテナンス
  - 大阪鉄道病院の清掃・減菌作業

- 福祉関連事業
  - 訪問介護・通所介護や大阪鉄道病院内での医療福祉相談など

## 沿革
- 1958年（昭和33年）8月30日 - 関西車輌整備株式会社創立（資本金75万円）
- 1991年（平成3年）7月1日 - 関西鉄道興業株式会社と合併し、商号を株式会社ジェイアール西日本メンテックと改称
- 1993年（平成5年）4月1日 - 関西弘済整備株式会社と合併
- 1996年（平成8年）6月28日 - 株式持ち合い整理
- 1997年（平成9年）7月31日 - 当社を中心としたメンテックグループの資本系列化の完成（JR西日本出資比率100％）
- 1998年（平成10年）
  - 6月19日 - 資本金50百万円に増資
  - 12月11日 - 京都駅エリアで「ISO9002」認証取得（現在15箇所）
- 1999年（平成11年）11月1日 - 構内入換業務受託開始
- 2000年（平成12年）1月21日 - 網干営業所で「ISO14001」認証取得（現在2箇所）
- 2001年（平成13年）10月1日 - JR和歌山支社管内で駅業務受託開始
- 2003年（平成15年）
  - 6月1日 - 運輸技術の指導調査業務受託開始
  - 6月16日 - 資本金100百万円に増資
- 2004年（平成16年）5月1日 - 通所介護施設「ライフガーデン」営業開始
- 2005年（平成17年）3月22日 - 学生マンション「ボヌール伏見」竣工
- 2006年（平成18年）8月25日 - 建設業取得
- 2018年（平成30年）7月1日 - 商号を株式会社JR西日本メンテックと改称
- 2021年（令和3年）7月1日 - 株式会社JR西日本福知山メンテックと合併。両社の駅業務は近畿地区で駅業務を受託している、株式会社JR西日本交通サービスに移管。またメンテックグループ全体で再編が行われ、中国地方においては米子、岡山、広島、福岡の各社が統合され、株式会社JR西日本中国メンテックが新設された（法人格としては岡山メンテックが存続）。

## 不祥事

### 券売機のつり銭誤装填
2007年（平成19年）の各新聞の報道によると、和歌山線船戸駅の無人駅型券売機の締切業務を行った際、100円硬貨と10円硬貨の装填を誤りその後きっぷを購入した客が和歌山駅で下車する際、係員につり銭が間違っていると申告があった為、事件が明るみに出た。

### 遺失物のICOCA盗難と不正払戻し
2011年（平成23年）1月6日付けの各新聞の報道によると、車内点検担当のパート社員が東海道本線米原駅の遺失物保管庫内にあったICOCA（残高5990円）を無断で持出し、不正に払い戻しをする事件が発生した。米原駅係員が警察署へ他の遺失物と一緒に引渡す準備をしていたところ、遺失物保管庫内にあった当該ICOCAが無くなっていることが分かり調査を行っていた。後日、彦根駅で当該カードが払戻しされていることが分かった。関係社員に聞き取り調査を行った結果、当該社員が払戻しをしていたことが判明した。事態を重く見たジェイアール西日本メンテックは、本人を「懲戒解雇」したうえで警察へ被害届を提出し、当該社員は窃盗容疑で逮捕された。

### クレジットカード売上票（駅控）紛失
2011年（平成23年）12月28日付けの各新聞の報道によると、きのくに（紀勢）線紀伊勝浦駅でクレジットカードにて過去に発売された乗車券類の2007年（平成19年）7月分のクレジットカード売上票（駅控）約500件分をクレジットカード会社からの問い合わせなどで保管庫から抜き出した後、保管期限の過ぎた他の書類など（帳票）と混同し、廃棄処分を行う際、保管期限失効の最終確認をせずにこれと同時に誤って当該帳票も廃棄した。

### 車内清掃中に発見した遺失物の硬貨を着服
2020年 （令和2年）3月27日付けのJR西日本のプレス発表によると、王寺駅で車内清掃を担当する従業員3名が車内清掃中に発見した硬貨の一部を着服していたことが発覚した。

### 車両基地内において構内運転士が酒気を帯びた状態で車両を操縦
2022年 （令和4年）12月20日付けのJR西日本のプレス発表によると、吹田総合車両所京都支所内の構内運転業務の一部を委託されている従業員が酒気を帯びた状態で構内の車両を移動していたことが判明。また、アルコールチェックが対面で適切に実施できていないことも判明している（JR西日本中国メンテック米子事業所でも同様の問題が判明）。